# Wladimir Jakowlewitsch Propp

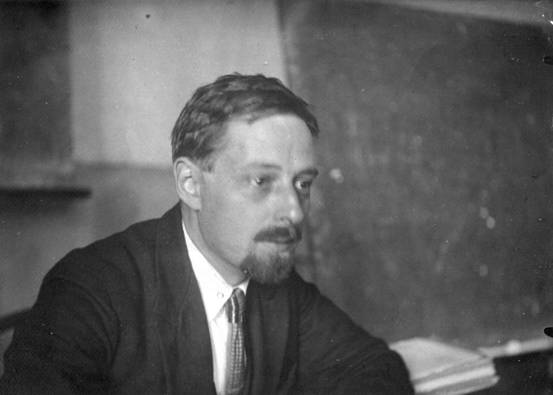
Wladimir Propp, fotografiert im Jahre 1928

Wladimir Jakowlewitsch Propp (russisch Владимир Яковлевич Пропп, wiss. Transliteration Vladimir Jakovlevič Propp; * 17. Apriljul. / 29. April 1895greg. in Sankt Petersburg; † 22. August 1970 in Leningrad) war ein russischer Folklorist deutscher Abstammung. Er gilt als einer der größten Philologen des 20. Jahrhunderts.

## Leben
Propp gilt als Begründer der morphologischen oder strukturalistischen Folkloristik. Zwischen 1914 und 1918 studierte er russische und deutsche Philologie. Danach unterrichtete er die deutsche Sprache an verschiedenen Hochschulen in Leningrad. Von 1938 bis 1969 war er Professor für Germanistik, russische Literatur und Folklore an der Staatlichen Universität Leningrad.
1928 erschien sein bahnbrechendes Werk Morphologie des Märchens. Das Buch wurde 1958 in den USA in englischer Sprache veröffentlicht, was Propp weltweite Anerkennung verschaffte. 1946 erschien das Buch Die historischen Wurzeln des Zaubermärchens.

## Morphologie des Märchens
Der Untersuchung liegt ein Korpus von hundert russischen Zaubermärchen zugrunde, die hinsichtlich ihrer Ereignisfolgen miteinander verglichen werden. Propp stellt dabei fest, dass hinter den inhaltlich variierenden Märchen eine unveränderliche Tiefenstruktur der Handlung zum Vorschein kommt. Für alle untersuchten Texte lassen sich dabei grundlegende narrative Einheiten (Narrateme) abstrahieren, die Propp als Funktionen bezeichnet. Er kommt zu dem Schluss, dass alle von ihm analysierten Märchen eine feste Handlungsstruktur gemein haben.
Solche invarianten Elemente, also unveränderliche Tiefenstrukturen, bleiben im gesamten Textkorpus konstant, Propp bezeichnete sie als Funktion. Für Propp sind die Funktionen die grundlegenden narrativen Einheiten. Eine Erzählung ist dann eine Kombination von Funktionen.
Propp unterscheidet 31 invariante Funktionen, die zwar nicht in jedem Märchen vollständig realisiert sein müssen, in ihrer Abfolge aber stets gleich sind. Auf einer weiteren Abstraktionsstufe werden die 31 Funktionen des russischen Zaubermärchens zu sieben Handlungskreisen zusammengefasst, die jeweils einem bestimmten Aktanten zugeordnet sind (z. B. Gegenspieler, Helfer usw.).
Einige Funktionen (Auswahl):
- Der Auslöser für das Handeln ist eine Schädigung, eine Mangelsituation oder eine Verletzung eines Verbots bzw. Gebots
- Ein Held/Heldin wird beauftragt/beauftragt sich die Übel zu beseitigen
- Er/sie verlässt die gewohnte Umgebung
- Wird auf die Probe gestellt, besteht diese und gewinnt ein magisches Werkzeug (Zaubermittel, Gegenstand) oder eine übernatürliche Agentur (Helfer)
- Der Held erreicht das Ziel oder den Aufenthaltsort des gesuchten Gegenstandes
- Der Held und sein Kontrahent wettstreiten in einem Kampf
- Der Gegner wird besiegt
- Die anfängliche Situation des herbeigeführten Ungleichgewichts, die Schädigung, Verbotsverletzung oder Mangelsituation wird aufgehoben
- Der Held reist in seine gewohnte Umgebung zurück
- Er/sie wird verfolgt, aber vor seinen Verfolgern gerettet
- Er/sie gelangt unerkannt nach Hause zurück
- Ein falscher Held/Heldin macht unberechtigt seine Ansprüche geltend
- Dem Helden wird eine Aufgabe gestellt um sich als authentischer Heroe/Heroine zu beweisen
- Die Aufgabe wird gelöst und er wird im sozialen Kontext als der richtige erkannt
- Der falsche Held wird entlarvt und erfährt eine Bestrafung
- der Held oder die Heldin wird mit einem Partner belohnt, vermählt und erhält allgemeines hohes Ansehen (besteigt den Thron)

Propp kann als Vorläufer des Strukturalismus von Claude Lévi-Strauss gelten. Details zu Propps Thesen und deren Weiterentwicklung sind auch im folgenden Abschnitt erläutert.

## Die historischen Wurzeln des Zaubermärchens
In dieser zweiten Abhandlung setzte Propp die Analyse der Zaubermärchen fort. Er gelangte zu der Einsicht, dass die Handlung sich auf eine Kette von Motiven stützt, die aus zwei Zyklen stammen: aus dem Vorgang der Initiation (d. h. der archaischen Jugendweihe) und aus dem Komplex der Vorstellungen, was den Toten während ihrer Wanderung zum Jenseits begegnet (S. 451–452 in der Ausgabe des Carl Hanser Verlags 1987). „Die Verknüpfung dieser beiden Zyklen liefert schon fast alle (aber doch nicht alle) Hauptelemente des Märchens.“ (S. 452.) Propp zog den Schluss, dass der Zyklus der Initiation die älteste Grundlage des Zaubermärchens ist. Den Sinn zahlreicher Motive konnte er aus spezifischen Motiven im Brauchtum der sogenannten Naturvölker erschließen.
Laut Propps Überzeugung widerlegt das Ergebnis seiner Analyse andere Märchentheorien: „Was aber haben wir gefunden? Wir haben gefunden, dass die kompositionelle Einheit des Märchens nicht in irgendwelchen Besonderheiten der menschlichen Psyche liegt, nicht in einer Besonderheit künstlerischen Schaffens, sondern sie liegt in der historischen Realität der Vergangenheit. Das, was jetzt erzählt wird, tat man einst und stellte es dar, und das, was man nicht tat, stellte man sich vor.“ (S. 452.)
Mit dieser Abhandlung enthüllte der russische Forscher, dass es Arten von Märchen gibt, die nicht erfunden worden sind, sondern sich aus Erinnerungen an abgestorbene Bräuche bildeten. Hier steht die archaische Jugendweihe im Vordergrund, doch geht Propp auch auf andere Bräuche ein: das Leben der sakralen Könige (S. 41–51) und die Opferung einer Jungfrau, damit der Flussgott eine reiche Ernte gewähre (S. 325–332). Weitere solche Bräuche werden erwähnt: die Altentötung (S. 23) und – im Falle der Algonkin und Huronen – die Opferung einer Jungfrau, damit der Flussgott einen guten Fischzug erlaube (S. 327–328). Im Zusammenhang damit muss man sich vergegenwärtigen, dass die für Initiationsmärchen ermittelte Struktur für andere Märchen, die sich auf ehemalige Bräuche beziehen, nicht gilt (obwohl man diese gewohnheitsmäßig auch als Zaubermärchen bezeichnet). Dieser Unterschied wurde von Propp nicht verdeutlicht.
Die Abhandlung über die historischen Wurzeln des Zaubermärchens hatte in Deutschland keinen Erfolg, weil das Feld längst von anderen, konträren Theorien besetzt war. Laut einer Mitteilung von Margarete Möckel, vormals stellvertretende Vorsitzende der Europäischen Märchengesellschaft, hat der Verlag die unverkäufliche Restauflage einstampfen lassen.

## Werke
- Морфология сказки. Leningrad 1928.
  - deutsche Ausgabe: Morphologie des Märchens. Hanser, München 1972. ISBN 3-446-11581-1.
- Исторические корни волшебной сказки. Leningrad 1946.
  - deutsche Ausgabe: Die historischen Wurzeln des Zaubermärchens. Hanser, München 1987. ISBN 3-446-14363-7.
- Фольклор и действительность. Moskau 1976
- Проблемы комизма и смеха. Moskau 1976